# Bothynus dasypleurus
Bothynus dasypleurus är en skalbaggsart som beskrevs av Ernst Friedrich Germar 1824. Bothynus dasypleurus ingår i släktet Bothynus och familjen Dynastidae. Inga underarter finns listade.